# خوان موجيكا
خوان موجيكا (بالإسبانية: Juan Martín Mujica)‏ مواليد 22 ديسمبر 1943 في الدار البيضاء، الأوروغواي - الوفاة 11 فبراير 2016 في مونتفيدو، كان لاعب كرة قدم أوروغوياني كان يلعب كمدافع. سبق له أن لعب في كأس العالم لكرة القدم مع منتخب بلاده.

## المسيرة الاحترافية

### أندية لعب لها
- رامبلا جونيورز
- ناسيونال مونتيفيديو
- نادي ليل
- نادي لانس
- نادي ليفربول (مونتفيدو)
- ديفينسور سبورتينغ

## روابط خارجية
- خوان موجيكا على موقع الاتحاد الدولي (مؤرشف)  (الإنجليزية)
- خوان موجيكا على موقع الاتحاد الدولي (مؤرشف)  (الإنجليزية)
- خوان موجيكا على موقع الاتحاد الأوربي (الإنجليزية)
- خوان موجيكا على موقع قاعدة بيانات كرة القدم.إي يو (الإنجليزية)
- خوان موجيكا على موقع ناشيونال فوتبول تيمز (الإنجليزية)
- خوان موجيكا على موقع Soccerway.com (الإنجليزية)